# Telciu
Telciu (deutsch Teltsch, ungarisch Telcs) ist eine Gemeinde im Kreis Bistrița-Năsăud in Rumänien.

## Lage
Telciu liegt im Norden Siebenbürgens. Durch den Ort verlaufen der Drum național 17C und die Bahnstrecke Salva–Vișeu de Jos. Die Kreishauptstadt Bistrița im Süden befindet sich in 45 Kilometer Entfernung. Telciu liegt in einer bergigen, waldreichen Region.

## Bevölkerung
In der Gemeinde leben hauptsächlich Rumänen. Bei der Volkszählung von 2002 bekannten sich von den damals 5377 Einwohnern außerdem neun zur ungarischen, zwei zur deutschen und einer zur ukrainischen Nationalität. Elf Bewohner bezeichneten sich als Roma. Im Dorf Telciu selbst wurden 3950 Menschen registriert, die übrigen 1427 in den drei eingemeindeten Ortschaften.

## Geschichte
Genaue Daten über die Gründung des Ortes gibt es nicht. Erstmals 1245 unter dem ungarischen König Béla IV. wird das Gebiet unter dem lateinischen Namen Vallis Rodnensis erwähnt. Es war teilweise autonom und besaß besondere Rechte. Der später bezeugte Name Chsech ist vermutlich slawischer Herkunft und bedeutet „Kalb“. Er rührt von der Kälberzucht der Einwohner her.
Das Gebiet wurde nach alten Traditionen verwaltet. Die Einwohner mussten eine jährliche Steuer von 130 Goldmünzen an den ungarischen König entrichten.
Am 3. Juni 1475 verfasste der König Matthias Corvinus ein Schreiben, das die künftige Zugehörigkeit der Region zum Districtus Saxonicus – das heißt zum Gebiet der Siebenbürger Sachsen – bestimmte. Für alle Zeit sollte die Region zur Stadt Bistitz gehören. Die Einwohner hatten daraufhin die gleichen Steuern wie die Sachsen zu bezahlen.
Laut Dringlichkeitsanordnung Nr. 30 vom 5. Mai 2004 wurde die Gemeinde neu organisiert. Das bis dahin zu Coșbuc gehörende Dorf Bichigiu wurde der Gemeinde Telciu zugesprochen.

## Infrastruktur
In der Gemeinde gibt es neben zehn Kindergärten sieben Schulen sowie ein Gymnasium. 1978 Haushalte werden in 2195 Häusern ausgewiesen.

## Wirtschaft
In Telciu wird vorwiegend Landwirtschaft betrieben. Im Dorf gibt es verarbeitende Betriebe für Holz und Milch.

## Persönlichkeiten
- Valeria Peter Predescu (1947–2009), Volksmusikerin
- Gelu Vlașin (* 1966), Dichter[5]

## Sehenswürdigkeiten
- In der Ortsmitte befindet sich das Denkmal Rumänische Soldaten.
- Kloster Buscatu-Telcișor
- Kloster Bichigiu
- Höhle Tăușoare – eine der längsten Höhlen in Europa mit Quellwasser aus dem Rodna-Gebirge